# Neferirkara
Neferirkara (fl. XXII secolo a.C.) è stato un faraone appartenente alla VIII dinastia egizia.

## Biografia
L'unica delle liste reali che riporta i nomi dei sovrani che formano VIII dinastia è quella di Egitto, in cui Neferirkara occupa il posto 56.
Il Canone Reale è danneggiato e del tutto illeggibile proprio nella parte che dovrebbe contenere i sovrani di questa dinastia.
Come per altri sovrani di questa dinastia e delle dinastie IX e X è possibile che Neferirkara abbia regnato solamente su parte dell'Egitto e contemporaneamente con altri dinasti.

## Liste Reali
| ra | nfr | ir · kA |

| ra | nfr | ir · kA |

| ra | nfr | ir · kA |

| ra | nfr | ir · kA |

| ra | nfr | ir · kA |

| ra | nfr | ir · kA |

| ra | nfr | ir · kA |

| ra | nfr | ir · kA |